# Coscinoderma
Coscinoderma is een geslacht van sponsdieren uit de klasse van de Demospongiae (gewone sponzen).

## Soorten
- Coscinoderma confragosum Poléjaeff, 1884
- Coscinoderma denticulatum Poléjaeff, 1884
- Coscinoderma lanuga de Laubenfels, 1936
- Coscinoderma matthewsi (Lendenfeld, 1886)
- Coscinoderma nardorus (Lendenfeld, 1886)
- Coscinoderma pesleonis (Lamarck, 1813)
- Coscinoderma sinuosum (Lamarck, 1814)
- Coscinoderma sporadense Voultsiadou-Koukoura, van Soest & Koukouras, 1991